# 에드가르 차니
에드가르 차니(알바니아어: Edgar Çani, 1989년 7월 22일 ~)는 현재 세리에 D의 AC 크레마 1908에서 뛰는 알바니아의 축구 선수이다.